# 善息堂
善息堂暨善息寺是一座位於土城，主祀呂仙祖的道教廟宇。

## 起源
1954年，蘇曾月蕊女士身體有恙，受呂仙祖（字洞賓）庇佑康復之後成為乩身，乃設堂為眾生消災、解惑。
1965年10月25日動土興建。

## 建築
善息堂暨善息寺建築共有五樓，主要以紅磚構成
- 五樓正殿奉祀呂仙祖
- 四樓為佛祖殿（原善息寺）
- 三樓為多功能會議廳，為教育推廣及學術研習場所，不僅自用亦對外出借
- 二樓為齋房（建造中預計107年完工）
- 一樓開山住持紀念館（建造中）

## 外部連結
- 善息堂暨善息寺官方網站
- 土城善息堂．寺-仙公廟 臉書